# (I Want To) Come Home
(I Want To) Come Home (englisch für „Ich möchte nach Hause“) ist ein Lied des britischen Musikers Paul McCartney, das 2010 als Download-Single veröffentlicht wurde. Komponiert wurde es von Paul McCartney.

## Hintergrund

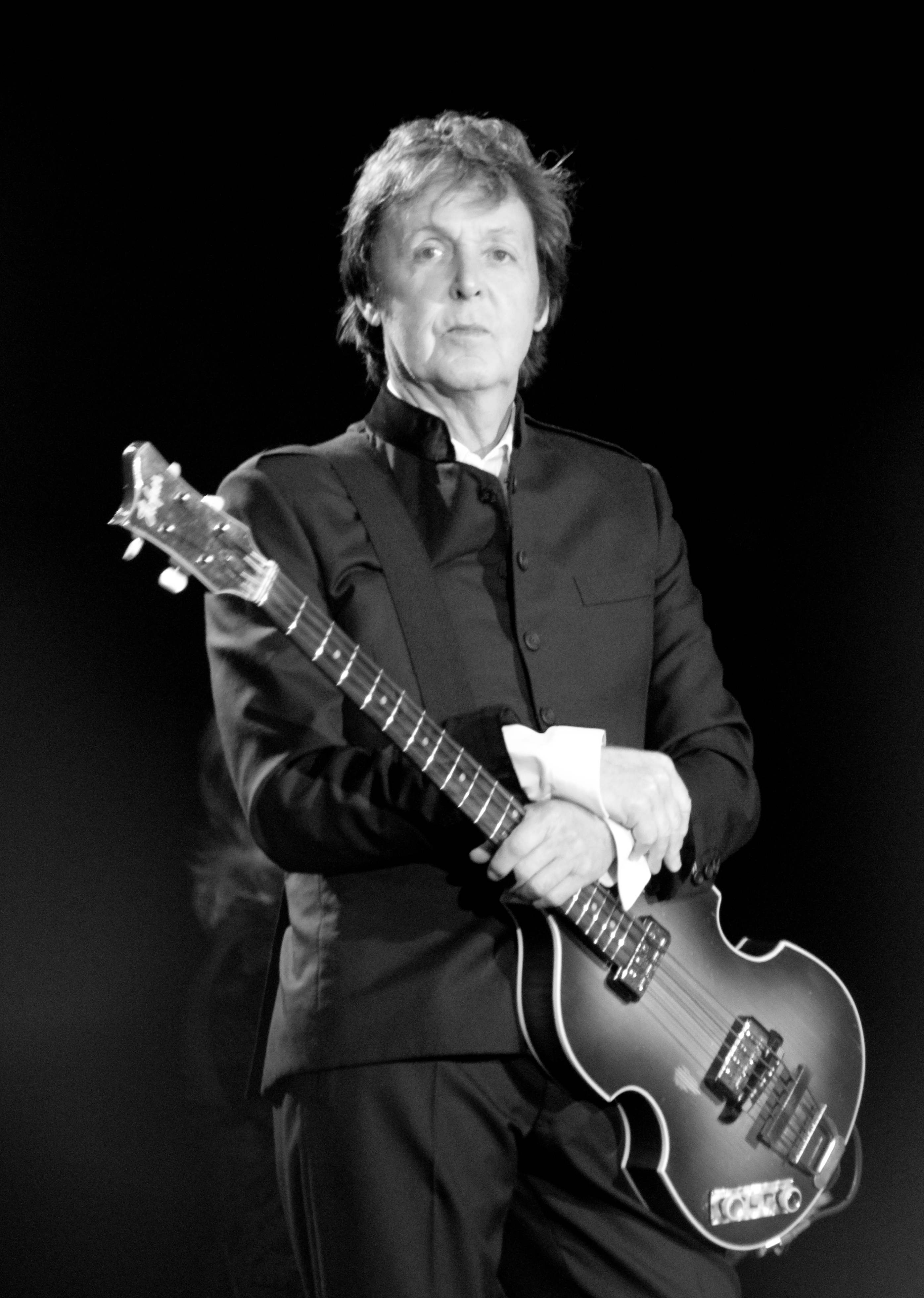
Paul McCartney (2010)

(I Want To) Come Home wurde von Paul McCartney für den Film Everybody’s Fine aus dem Jahr 2009 geschrieben. McCartney wurde vom Regisseur des Films, Kirk Jones, kontaktiert, um zu erfahren, ob er einen Song für den Soundtrack beisteuern würde. McCartney nahm den Auftrag an, nachdem er eine Vorabvorführung des Films in London gesehen hatte, bei der Aretha Franklins Coverversion von Let It Be als vorübergehender Platzhalter zu hören war. McCartney schrieb über die Entstehung des Liedes, dass er sich dachte: „Ah okay, ja, das wäre wirklich einfach, ich kann ein weiteres Let It Be schreiben und ich kann singen wie Aretha Franklin, danke dem Regisseur, der mir so einen Curveball zuwirft. Und ich dachte, na ja, das kann ich auf keinen Fall machen.“
Der Song wurde dann aus der Perspektive von Robert De Niros Figur Frank Goode geschrieben, einem kürzlich verwitweten Rentner, der sich auf eine Reise quer durchs Land begibt, nachdem seine erwachsenen Kinder jeweils einen geplanten Besuch abgesagt haben.
Paul McCartney sagte am 2. Dezember 2009 gegenüber USA Today: „Die Figur des De Niro hat mich inspiriert. Ich kann mich sehr gut mit einem Mann identifizieren, der ältere Kinder hat, der zufällig seine Frau, die Mutter dieser Kinder, verloren hat und versucht, sie alle an Weihnachten zusammenzubringen. Das verstehe ich. Wenn deine Kinder erwachsen werden und eine eigene Familie haben und sich unweigerlich an dich wenden und sagen: 'Hast du etwas dagegen? Wir hätten gerne unser eigenes kleines Familienweihnachten', das ist eine schwierige Sache. Es ist ein großer Wendepunkt. Wie im Film arbeitet man drumherum.“
McCartney fertigte ein Demo, das im Wesentlichen mit einem Synthesizer aufgenommen wurde an. Daraufhin verwarf McCartney das Arrangement und schrieb mit Dario Marianelli ein neues, das dann mit einem Orchester aufgenommen wurde.
(I Want To) Come Home ist der erste eigene Filmsong, den er seit dem Titelsong von Vanilla Sky aus dem Jahr 2001 geschrieben hat.
(I Want To) Come Home erschien nicht auf dem Soundtrackalbum des Films Everybody’s Fine Der Song wurde als Download-Single veröffentlicht, konnte sich aber nicht in den Charts platzieren.
Das Lied wurde bei den Golden Globes 2010 als Best Original Song nominiert, erhielt aber nicht die Auszeichnung.
Für das Lied (I Want To) Come Home wurde ein Musikvideo produziert. Es zeigt McCartney wie er in seinem Studio und in den AIR Studios das Lied aufnimmt. Des Weiteren werden Filmszenen aus Everybody’s Fine gezeigt.
Paul McCartney spielte (I Want To) Come Home am 2. Dezember 2009 in Hamburg erstmals live. Es wurde bei einigen Konzerten im Rahmen der Good Evening Europe Tour gespielt. Der Song kehrte 2010 auf McCartneys Set für die Up And Coming Tour wieder zurück.

## Aufnahme
Die Aufnahmesessions für (I Want To) Come Home fanden im Juni 2009 in McCartneys eigenen Hog Hill Mill Studio in Sussex statt, wobei McCartney auch als Produzent fungierte. Anschließend arbeitete Paul McCartney mit dem Komponisten Dario Marianelli an der Orchestrierung, die am 6. Juli in den Londoner AIR Studios Orchester-Overdubs hinzugefügt wurden. Geoff Emerick, Eddie Klein, Jamie Kirkham und Keith Smith waren die Toningenieure der Aufnahmen. Wann die Abmischung durch Geoff Emerick stattfand ist nicht dokumentiert.
Besetzung:
- Paul McCartney: Gesang, Bassgitarre, E-Gitarre, Akustische Gitarre, Klavier, Tamburin, Schlagzeug
- Dario Marianelli: Dirigent
- Unbekannte Musiker: Streichinstrumente, Blasinstrumente

## Coverversionen
Es gibt mindestens eine Coverversion von (I Want To) Come Home, diese wurde von Tom Jones am 21. Mai 2012 auf seinem Album Spirit in the Room veröffentlicht.

## Veröffentlichung
- Im Dezember 2009 wurde in den USA eine Promotion-CD mit (I Want To) Come Home veröffentlicht.[7]
- In Großbritannien erschien 2010 eine Promotion-CD mit (I Want To) Come Home.[8]
- Am 1. März 2010 wurde (I Want To) Come Home als Download-Single in den USA veröffentlicht.[9]
- Am 2. Dezember 2022 wurde die Singlebox The 7″ Singles Box veröffentlicht, die auch (I Want To) Come Home enthält. Auf der B-Seite befindet sich eine Demoversion des Liedes.